# Вагањац
Вагањац је насељено место у Босни и Херцеговини у општини Горњи Вакуф-Ускопље. Административно припада Федерацији Босне и Херцеговине, односно њеном Средњобосанском кантону. Према попису становништва из 2013. у насељу је било 214 становника, а већинско становништво у насељу били су Хрвати.

## Становништво
По последњем службеном попису становништва из 2013. године у насељу Вагањац живело је 652 становника, а село је било етнички хомогено са већинском хрватском популацијом.
| Националност | 2013. | 1991.        | 1981.        | 1971.        |
| Бошњаци      | —     | 17 (5,15%)   | 14 (3,41%)   | 29 (7,23%)   |
| Хрвати       | —     | 312 (94,55%) | 395 (96,34%) | 369 (92,02%) |
| Срби         | —     | 0            | 0            | 0            |
| остали       | —     | 1 (0,30%)    | 1 (0,24%)    | 3 (0,74%)    |
| Укупно       | 214   | 330          | 410          | 401          |